# 百合熊風暴
《百合熊風暴》（日語：ユリ熊嵐）是2015年1月至3月在每日放送播放的原創電視動畫，由幾原邦彦執導。2014年3月率先推出漫畫版，森島明子作畫，幻冬舍Comics出版。

## 概要
2011年11月23日，於《迴轉企鵝罐》的最終回上映會將近尾聲時，幾原邦彦監督表示會盡可能為粉絲「帶來更為性感」的事物。此訊息引起媒體聚焦其會否有別於早前相隔12年，在短時間內推出新作。
2012年8月12日，團隊宣佈啟動全新「企鵝熊」計劃（PENGUINBEAR）。由於圖標設計與《迴轉企鵝罐》中的企鵝十分相似，所以惹來外界揣測是否製作相關續篇或外傳。宣傳口號為「在這股透明風暴中混雜的事物，將會被發現出來。」（その透明な嵐に混じらず、見つけ出すんだ。）2013年3月23日，籌劃團隊於監督另一部作品《少女革命》的展覽中公佈有關計劃的最新宣傳短片，介紹一些製作概念，包括熊化身為魔法美少女、二人承認為「百合」關係、以及顯露內褲等意識大贍的場面。監督同時公佈作品名字暫定為《百合熊風暴》，「企鵝熊」網站亦改為展示一些以相片為主的製作花絮。
2014年3月，官方團隊率先開展漫畫版故事的連載，並確認名字未有改變。直至同年8月20日，「企鵝熊」網站開展為期5日倒數，並以更多製作花絮的相片拼砌畫面。8月25日凌晨時份，網站顯示倒數完畢後，直接跳轉至新作正式官方網站，宣佈電視動畫版的基本製作陣容，以及日後公佈新資料的日期。然後直至同年11月15日，官方網站陸續展示更詳細的情報。

## 故事簡介
有一天，小行星熊瑪利亞星在宇宙的某處爆發，成就一群墜落地球的流星，使地球各處的熊發生異變。熊大舉殺害捕食人類，人類再報以還擊，結果造成沒有戰果和充滿仇恨的惡性循環，直至兩邊不約而同築起斷絕之牆，期望以後互不侵犯......一天早上，咆哮山莊學園的學生——椿輝紅羽和泉乃純花，在學園的百合花壇裡一同看見百合之花。二人於是成就「既為朋友，亦為戀人」的關係，並將花壇視為最重要的地方。就在此時，熊警報突然響起，揭示對方再度入侵人類世界，準備陷入混戰。揭示這些熊的真實身份和目的之時，新謎題的出現帶來新一波的怒濤，揭開背後華麗的每一幕......

## 登場角色

### 主要角色
百合城銀子（配音員：荒川美穗（日本）；莫尼卡·里亚尔（美国））
剛剛轉校至咆哮山莊學園的高中一年級生，真實身份是食人熊。為人冷酷，對椿輝紅羽異常執著。
過去是一個被眾人唾棄的孤兒，其後在斷絕之日誤信宗教領袖的慫恿，參加熊與人的戰爭，受重傷後被紅羽帶至椿輝家生活。直至某一天目賭紅羽被排斥，而向神明「熊瑪利亞」祈求成為人類，得到其真實僕人的回應。其後被澪愛贈予印證愛的頸鍊，回歸牆外，一直等待神明指示才正式以人類身份重臨。
目睹純花被殺，但沒有上前幫忙，後來亦因此被紅羽射擊，一度被得不到「喜歡」的怨恨支配，直至最後及時想起初衷。
一直認為紅羽失憶是自己許願變成人類女孩的代價，但最終揭曉真正許願的是紅羽本人。最後與紅羽相愛到最後，踏上旅途。
漫畫版設定有異之處，乃運動方面顯得萬能，能與不少人即時成為朋友。
百合咲露露（配音員：生田善子（日本）；杰米·马奇（美国））
與銀子一同轉校的咆哮山莊學園高中一年級生，真實身份是食人熊。喜好蜂蜜，幾乎每一餐都要加入調味。
原是某個熊王國的公主，因為弟弟米倫出生而失去了繼承權，進而產生了忌妒心每每要殺害米倫，最後米倫因意外死亡也讓牠了解「喜歡」的意義。後來追隨銀子越過斷絕之牆，在百合裁判中付出無法得到「喜歡」的代價。
經常陷瘋狂的百合妄想，對銀子的事特別熱情。後來確認自己喜歡銀子，在知曉銀子沒有幫助純花的事後將之告知紅羽，私底下不想二人結合。不過最終還是向紅羽坦白自己的私心和二人最初變成女孩的決意，繼而再也無法再變成人類。一度被送回斷絕之牆以外，最終回歸，並為銀子擋下狙擊子彈而陣亡，到達「喜歡變成親吻的地方」，重遇米倫。
椿輝紅羽（配音員：山根希美（日本 ）；亚历克西·蒂普顿（美国））
咆哮山莊學園高中二年級生。
小時候便對殺死母親的熊（箱中由理香）特別怨恨，因此一直到住家樓下的訓練場練好射擊，期望終有一天以擅長的技巧與熊一戰。
實則在11年前曾經遇上銀子，並在一段互相幫忙後成為朋友。最終在畏懼排除下向從圖畫書中知曉的「熊瑪利亞」星許願，結果得到真實僕人的回應。許願期望銀子成為人類女孩後，以失去了相關記憶為代價。
最初因為包庇身為熊的銀子而成為排除對象。成長後繼續是全班首選的排除對象，一般只會向「既為朋友，亦為戀人」的純花打開心扉。自純花失蹤後一直表現惆悵，並且與眾多食人熊交手，成為牠們積極爭奪的目標。後來由於班中失蹤人數之多，使其在全校學生之間的風評亦特別差。曾一度因為全班友善的舉動而快樂，直至生日那天看到真面目而有所崩潰。
對沒有表露多少身份來歷的銀子和露露顯得欲斷還迎，在生日後開始慢慢接受。之後因為得知純花被殺的詳情而再次心存芥蒂，直至知道老師的真相和露露的解釋才再度對熊抱持憐憫之心，因而被同學視為包庇者。
最後在眾人肆意排除銀子時自願進入百合裁判，繼而弄清打破自己的決心，達成「熊瑪利亞」重新降臨的奇跡，得到徹底的百合承認後化為熊，與銀子相愛到最後，踏上旅途。
漫畫版設定有異之處，乃外表冷酷，但很多時候會理解身邊人的真實感受。

### 斷絕法庭
一生·性感（配音員：諏訪部順一）
「斷絕法庭」的裁判長。人如其名是性感的男人，百合裁判的最高主持人。
打出匿名通訊的人，亦會不時擔當過去故事的旁白角色。
一生·冷酷（配音員：齋賀光希）
「斷絕法庭」的檢察官。人如其名是冷酷的男人，以鋒利的唇舌點出犯人罪名。
一生·優雅（配音員：山本和臣）
「斷絕法庭」的辯護律師。人如其名是優雅的男人，以閃亮的表現追隨檢察官的步伐。

### 咆哮山莊學園
泉乃純花（配音員：小倉唯）
咆哮山莊學園高中二年級生，戴著眼鏡。红羽的伴侣。
外表看起來是可愛而柔弱的少女，但對自己的愛有著堅強的意志。與紅羽在學園花壇裡孕育著「百合之花」。
曾經是承認「透明」的一份子，最終在班內排除儀式中沒有投給最多人選擇的紅羽，結果同時被排擠。其預視到自己無法單獨維護和印證對紅羽的「喜歡」，於是想在紅羽生日時找來針島增添友誼，殊不知是一場騙局。
某天早上在花壇外被蜜子襲擊，失蹤一段時間後被發現遺體，證實死亡。
「熊瑪利亞」星再現時，以其模樣呈現在紅羽面前。
百合園蜜子（配音員：悠木碧）
咆哮山莊學園高中二年級生，紅羽一班的班長。
不時向被同學有意無意孤立的紅羽和純花伸出援手。
真實身份是食人熊，乃襲擊純花的始作俑者。被紅羽於天台槍擊後只剩下斷掉的肩帶，被定為失蹤。
於銀子被紅羽槍擊後以亡靈姿態出現，代表著銀子間接害死純花，並覺得因此得不到「喜歡」的慾望和怨恨。
針島薫（配音員：日笠陽子）
咆哮山莊學園高中二年級生，紅羽的同學。
於鬼山消失後，成為班內排除儀式的新任主持人，並帶領同學假意親近紅羽。其亦早在純花開始被排擠的一刻展示虛情假意，盤算於紅羽生日時讓二人徹底崩潰，即使在純花死後依然進行計劃。
從由理香知悉一眾食人熊的身份，設局狩獵銀子和露露。後來由理香暴露食人熊的真身，將其殺掉，被定為失蹤。
其模樣與最初收容由理香的學校人員相似。
百合川木實（配音員：小清水亞美）
咆哮山莊學園高中二年級生，紅羽的同學。
真實身份是食人熊，乃襲擊純花的幫凶。為蜜子用槍所殺，因而在班裡被定為失蹤。
後來透過針島的紀錄被知悉真正身份，死屍被用來改裝成殺熊光線車的半熊半機械部分。因沒有達成預期效用而被棄置，最後遇上了撃子的好意相伴。
鬼山江梨子（配音員：伊瀨茉莉也）
咆哮山莊學園高中二年級生，紅羽的同學。
於喀秋莎消失後，成為班內排除儀式的新任主持人，後來被銀子和露露殺掉，被定為失蹤。
赤江喀秋莎（配音員：伊藤美來）
咆哮山莊學園高中二年級生，紅羽的同學。
「熊警報」發佈者，最早期的班內排除儀式主持人。於蜜子被殺同時定為失蹤，後來銀子和露露表明牠們已親手殺掉對方。
大木蝶子（配音員：村川梨衣）
咆哮山莊學園高中二年級生，紅羽的同學。
於針島薫消失後，成為班內排除儀式的新任主持人。因為過多同學失蹤而大舉狙殺食人熊，後來因著紅羽包庇而將之排斥。
最終在銀子和紅羽離開後，認定成功驅除了「惡」，因而成為了全校的領導者，繼續推廣排除儀式。
亞依撃子（配音員：安國愛菜）
咆哮山莊學園高中二年級生，紅羽的同學。
負責操縱殺熊光線車。於目睹紅羽為銀子而締造的奇蹟以後若有所思，離開了排除儀式，前去關懷成為半機械熊的木實。
箱中由理香（配音員：井上喜久子）
咆哮山莊學園的導師，教導紅羽等人。
真實身份是食人熊，在斷絕之日以前被咆哮山莊學園的人員視為珍藏。後因被背棄而殺死對方，承繼其收集珍愛之物到各種「箱」中的習慣，是其化名的由來。
後來一度因澪愛的靠近而放開胸懷，享受親密好友的關係，卻妒忌紅羽出生時奪去大部分的愛，加上澪愛把見證關係的頸鍊送出，使之因愛成恨並將之殺死。隨後為了把紅羽據為己有，一直藉過去關係之名幫忙照顧對方，同時間誤導其認定有頸鍊的熊就是凶手，並暗中挑起班內同學針對她。
在破壞銀子和紅羽現有的關係後現出真身，打算吃掉紅羽，未料被提高警戒的學生埋伏射殺。箱子亦在一眾風波後全被拋棄。
椿輝澪愛（配音員：遠藤綾）
咆哮山莊學園的導師，同時是圖畫書作者。紅羽的母親，於其小時候被熊（箱中由理香）襲擊身亡。
戴著的頸鍊是跟由理香的友誼見證。

### 其他
米倫（配音員：釘宮理惠）
露露的弟弟，原為王國第一繼承人。
總是希望把喜歡和約定之吻給露露。難以置信地從露露的各種謀害中生還，直到某天卻意外被蜜蜂螫死，到達「喜歡變成親吻的地方」。

## 用語
喜歡／約定之吻
本作就著對象和對象之間的愛而設計的各種變義詞。
咆哮山莊學園
眾人身處的學校。
食人熊
因著小行星熊星群而變種的存在，除了在物理方面確實吃人外，亦會追求人心衍生出來的「美味蜂蜜」，為此爭取「百合承認」並啟動「勝利模式」。
熊瑪利亞星
讓熊發生異變的小行星，於墜落地球時完全消散。間接觸發牠們與人類展開全而戰爭，降臨的一天被稱為斷絕之日。
於熊的世界被視為神明「熊瑪利亞」。為了便於控制族群，有宗教領袖以其之名指使對生活迷茫的熊奮不顧身地加入戰爭前線，並將失敗者說成不被神所眷顧和應當拋棄的對象。
透明風暴
破壞珍重事物的風暴，直到整件事消滅殆盡。
後來證實為一個「排除儀式」，由承認「透明」的人們，選擇群體中一個沒有察言起色，應當被排斥的對象「惡」，在有共識後正式展開行動。
斷絕之牆
被喻為人類制定的規則，用以分隔人和熊的牆壁，越過而被發現的熊會觸發「熊警報」。
後來證實中間其實有著隱蔽的出入口，名為友誼之門，於人類一方是處於咆哮山莊學園百合花壇的位置。
斷絕法庭
進行百合裁判，讓當事人爭取「百合承認」。成員會以匿名通訊知會當事人到達關鍵地方，在經過一段虛擬樓梯後進入開庭程序，進入不受時間地點拘束的異空間。
後來證實一直借助神明「熊瑪利亞」分散後的力量去維繫存在，內裡三人是為「熊瑪利亞」本身的分靈體之一。
月亮女孩與森林女孩
椿輝澪愛製作的圖畫書，內容暗示著她的期望，同時展現自己和紅羽遇上熊的故事。

## 電視動畫

### 製作人員
- 原作：（幾原邦彥芝麻最中）
- 企劃：松本浩、丸山博雄、中村誠、伊藤嘉彥、金庭惠、金子逸人
- 監督：幾原邦彥
- 副監督：古川知宏
- 系列構成：幾原邦彥、伊神貴世
- 角色原案：森島明子
- 角色設計：住本悅子
- 主要動畫師：相澤伽月
- 道具設計：阿保孝雄
- 色彩設計：木村聰子
- 美術監督：中村千恵子
- 特殊紋理設計：越阪部
- 攝影監督：荻原猛夫
- 3D監督：神谷久泰
- 剪接：西山茂
- 音響監督：幾原邦彥、山田陽
- 音樂：橋本由香利
- 音樂製作人：若林豪
- 音樂導演：壽福知之、竹山沙織
- 音樂製作：角川集團（Media Factory）
- 製作人：吉田忍、深尾聰志、林洋平、前田俊博、岡本真理、金子逸人
- 動畫製作人：松下富美
- 動畫製作：SILVER LINK.
- 製作：（百合熊年代記）（角川集團、Frontier Works、Movic、MBS每日放送、幻冬舍Comics、SILVER LINK.）

### 主題曲
片頭曲Ano Mori de Matteru（我就在那片森林等你）
作詞、作曲、編曲、主唱：Bonjour鈴木
片尾曲「TERRITORY」（区域）
作詞：，作曲：八王子P，編曲：DJ'TENIKA//SOMTHING
主唱：百合城銀子（荒川美穗）、百合咲露露（生田善子）、椿輝紅羽（山根希美）

### 各話列表
| 話數       | 原文標題                          | 中文標題           | 劇本              | 分鏡                       | 演出       | 作畫監督                                                   | 總作畫監督 |
| ---------- | --------------------------------- | ------------------ | ----------------- | -------------------------- | ---------- | ---------------------------------------------------------- | ---------- |
| EPISODE 1  | NEVER BACK DOWN ON LOVE           | 我不會放棄喜歡的   | 幾原邦彥 伊神貴世 | 幾原邦彥 古川知宏          | 阿保孝雄   | 相澤伽月                                                   | 住本悅子   |
| EPISODE 2  | I WILL NEVER FORGIVE YOU          | 死都不會原諒你     | 幾原邦彥 伊神貴世 | 幾原邦彥 古川知宏          | 古谷田順久 | 栗田聰美                                                   | 住本悅子   |
| EPISODE 3  | INVISIBLE STORM                   | 透明風暴           | 幾原邦彥 伊神貴世 | 酒井和男                   | 河野亞矢子 | 齋藤美香、高野彌生                                         | 相澤伽月   |
| EPISODE 4  | I CAN'T GET A KISS                | 我無法獲得親吻     | 幾原邦彥 伊神貴世 | 柴田勝紀                   | 山崎光惠   | 栗田聰美、 山吉一幸、平田和也 澤入祐樹                     | 相澤伽月   |
| EPISODE 5  | I WANT TO HAVE YOU ALL TO MYSELF  | 想要獨佔你         | 幾原邦彥 伊神貴世 | 高橋亨                     | 高橋亨     | 石川健朝、吉田和香子                                       | 住本悅子   |
| EPISODE 6  | THE MOON GIRL AND THE FOREST GIRL | 月亮女孩與森林女孩 | 幾原邦彥 伊神貴世 | 阿保孝雄                   | 吉田里紗子 | 瀧原美樹                                                   | 住本悅子   |
| EPISODE 7  | THE GIRL THAT I FORGOT            | 我忘記的那個女孩   | 幾原邦彥 伊神貴世 | 幾原邦彥 古川知宏          | 三上喜子   | 高野彌生（角色） 中島裕理（熊）                            | 相澤伽月   |
| EPISODE 8  | BRIDE IN THE BOX                  | 箱中新娘           | 幾原邦彥 伊神貴世 | 金子伸吾                   | 金子伸吾   | 佐佐木睦美                                                 | 住本悅子   |
| EPISODE 9  | THE FUTURE OFTHE GIRLS            | 女孩們的未來       | 幾原邦彥 伊神貴世 | 山崎光惠                   | 山崎光惠   | 瀧原美樹、工藤裕加 袖山麻美                                | 相澤伽月   |
| EPISODE 10 | THE DOOR TO FRIENDSHIP            | 友誼之門           | 幾原邦彥 伊神貴世 | 澤井幸次                   | 澤井幸次   | 栗田聰美、佐佐木睦美 山吉一幸、平田和也 澤入祐樹、佐藤香織 | 住本悅子   |
| EPISODE 11 | WHAT WE HOPE FOR                  | 我們所盼望的事情   | 幾原邦彥 伊神貴世 | 黑澤雅之                   | 八瀨祐樹   | 中島裕里、進藤優 高野彌生、相澤伽月                        | 瀧原美樹   |
| EPISODE 12 | YURI KUMA ARASHI                  | 百合熊風暴         | 幾原邦彥 伊神貴世 | 幾原邦彥 古川知宏 菊田幸一 | 古川知宏   | 住本悅子、相澤伽月 栗田聰美、遠藤大輔                      | 住本悅子   |

### 播放電視台
日本深夜動畫：下文記載的日本国内播放時間使用日本標準時間（UTC+9）表示。因為部分時間标识會採用30小时制，因此請留意这类超过24:00的时间，其實際播放時間為翌日清晨。
| 播放地區   | 播放電視台 | 播放日期              | 播放時間（UTC+9）         | 所屬聯播網 | 備註 |
| ---------- | ---------- | --------------------- | ------------------------- | ---------- | ---- |
| 東京都     | TOKYO MX   | 2015年1月5日－3月30日 | 星期一 24時30分－25時00分 | 獨立UHF局  |      |
| 愛知縣     | 愛知電視台 | 2015年1月6日－3月31日 | 星期二 26時05分－26時35分 | 東京電視網 |      |
| 近畿廣域圈 | 每日放送   | 2015年1月6日－3月31日 | 星期二 27時30分－28時00分 | 日本新聞網 |      |
| 日本全國   | BS11       | 2015年1月7日－4月1日  | 星期三 24時00分－24時30分 | 衛星電視   |      |
| 日本全國   | AT-X       | 2015年1月13日－4月6日 | 星期一 23時30分－24時00分 | 衛星電視   |      |

## 關聯商品

### BD / DVD
| 卷 | 發售日        | 收錄話         | 規格編號  | 規格編號  |
| 卷 | 發售日        | 收錄話         | BD        | DVD       |
| -- | ------------- | -------------- | --------- | --------- |
| 1  | 2015年3月25日 | 第1話－第2話   | MFXC-0007 | MFBC-0052 |
| 2  | 2015年4月24日 | 第3話－第4話   | MFXC-0008 | MFBC-0053 |
| 3  | 2015年5月27日 | 第5話－第6話   | MFXC-0009 | MFBC-0054 |
| 4  | 2015年6月24日 | 第7話－第8話   | MFXC-0010 | MFBC-0055 |
| 5  | 2015年7月24日 | 第9話－第10話  | MFXC-0011 | MFBC-0056 |
| 6  | 2015年8月26日 | 第11話－第12話 | MFXC-0012 | MFBC-0057 |

### CD
| 發售日        | 名稱                | 規格編號  |
| ------------- | ------------------- | --------- |
| 2015年2月25日 |                     | ZMCZ-9902 |
| 2015年3月25日 | TERRITORY           | ZMCZ-9903 |
| 2015年4月24日 | Original Soundtrack | ZMCZ-9904 |

## 出版書籍

### 漫畫
由森島明子作畫，在幻冬舍Comics漫畫雜誌《月刊Comic Birz》2014年4月號至2016年6月號連載，幻冬舍Comics發售單行本全3冊。
| 冊數 | 幻冬舍Comics   | 幻冬舍Comics           |
| 冊數 | 發售日期       | ISBN                   |
| ---- | -------------- | ---------------------- |
| 1    | 2014年11月24日 | ISBN 978-4-344-83256-5 |
| 2    | 2015年7月24日  | ISBN 978-4-344-83480-4 |
| 3    | 2016年5月24日  | ISBN 978-4-344-83711-9 |

### 小說
小說由幾原邦彥、伊神貴世、高橋慶合著，單行本全2冊。
| 冊數 | 幻冬舍        | 幻冬舍                 |
| 冊數 | 發售日期      | ISBN                   |
| ---- | ------------- | ---------------------- |
| 上   | 2015年1月31日 | ISBN 978-4-344-83334-0 |
| 下   | 2015年3月31日 | ISBN 978-4-344-83400-2 |

## 外部連結
- 電視動畫官方網站 （页面存档备份，存于）（日語）
- 「企鵝熊」計劃網站 （页面存档备份，存于）（日語）
- 幻冬舍漫畫版專頁 （页面存档备份，存于）（日語）
- 電視動畫《百合熊風暴》的X（前Twitter）（日語）